# Chives
Chives és un municipi francès situat al departament del Charente Marítim i a la regió de la Nova Aquitània. L'any 2007 tenia 371 habitants.

## Demografia

### Població
El 2007 la població de fet de Chives era de 371 persones. Hi havia 168 famílies de les quals 60 eren unipersonals (28 homes vivint sols i 32 dones vivint soles), 68 parelles sense fills, 28 parelles amb fills i 12 famílies monoparentals amb fills.
La població ha evolucionat segons el següent gràfic:
Habitants censats

### Habitatges
El 2007 hi havia 254 habitatges, 177 eren l'habitatge principal de la família, 55 eren segones residències i 22 estaven desocupats. 248 eren cases i 4 eren apartaments. Dels 177 habitatges principals, 153 estaven ocupats pels seus propietaris, 18 estaven llogats i ocupats pels llogaters i 6 estaven cedits a títol gratuït; 1 tenia una cambra, 10 en tenien dues, 30 en tenien tres, 37 en tenien quatre i 99 en tenien cinc o més. 104 habitatges disposaven pel capbaix d'una plaça de pàrquing. A 93 habitatges hi havia un automòbil i a 67 n'hi havia dos o més.

### Piràmide de població
La piràmide de població per edats i sexe el 2009 era:
| Homes | Edats   | Dones |
| ----- | ------- | ----- |
| 0     | 95 o +  | 0     |
| 4     | 90 a 94 | 4     |
| 8     | 85 a 89 | 8     |
| 0     | 80 a 84 | 4     |
| 16    | 75 a 79 | 8     |
| 20    | 70 a 74 | 20    |
| 8     | 65 a 69 | 20    |
| 36    | 60 a 64 | 12    |
| 16    | 55 a 59 | 12    |
| 12    | 50 a 54 | 20    |
| 8     | 45 a 49 | 12    |
| 4     | 40 a 44 | 0     |
| 12    | 35 a 39 | 4     |
| 8     | 30 a 34 | 16    |
| 16    | 25 a 29 | 0     |
| 16    | 20 a 24 | 8     |
| 4     | 15 a 19 | 4     |
| 20    | 10 a 14 | 8     |
| 16    | 5 a 9   | 4     |
| 8     | 0 a 4   | 4     |

## Economia
El 2007 la població en edat de treballar era de 198 persones, 123 eren actives i 75 eren inactives. De les 123 persones actives 110 estaven ocupades (65 homes i 45 dones) i 13 estaven aturades (6 homes i 7 dones). De les 75 persones inactives 44 estaven jubilades, 11 estaven estudiant i 20 estaven classificades com a «altres inactius».

### Ingressos
El 2009 a Chives hi havia 173 unitats fiscals que integraven 365 persones, la mediana anual d'ingressos fiscals per persona era de 15.798 €.

### Activitats econòmiques
Dels 7 establiments que hi havia el 2007, 1 era d'una empresa extractiva, 1 d'una empresa de fabricació d'altres productes industrials, 1 d'una empresa de construcció, 3 d'empreses de comerç i reparació d'automòbils i 1 d'una empresa d'hostatgeria i restauració.
L'únic servei als particulars que hi havia el 2009 era una fusteria.
L'únic establiment comercial que hi havia el 2009 era una botiga de menys de 120 m².
L'any 2000 a Chives hi havia 36 explotacions agrícoles que ocupaven un total de 1.377 hectàrees.

## Poblacions més properes
El següent diagrama mostra les poblacions més properes.